# Julio Kohlberg Chavarría
Julio Kohlberg Chavarría (Tarija, 1921–2012) fue un empresario, viticultor y deportista boliviano, reconocido como pionero de la vitivinicultura moderna en Bolivia. Fundador de Bodegas Kohlberg, su trabajo tuvo un significativo impacto en la industria del vino en Tarija. 

## Biografía
Julio Kohlberg nació en 1921 en Tarija, Bolivia. Desde joven destacó como tenista, donde obtuvo títulos nacionales e internacionales. Según testimonios familiares y biográficos, algunas de sus marcas deportivas permanecieron vigentes por décadas.
En 1963, Kohlberg adquirió la hacienda La Cabaña en Santa Ana la Vieja, a 15 km de Tarija, marcando el inicio de Bodegas Kohlberg. Su interés por el vino surgió tras una recomendación médica: a los 38 años, un médico le recetó una copa diaria de vino tinto para tratar una afección gástrica. Esta anécdota, documentada en su biografía La vida en una copa, se convirtió en el punto de partida de su legado vitivinícola.

## Contribuciones a la vitivinicultura boliviana
Kohlberg introdujo cepas francesas y tecnología europea en Tarija, elevando la calidad del vino boliviano. Inicialmente, la producción era artesanal (15,000 botellas/año), pero con el tiempo escaló a 3.2 millones de litros anuales, utilizando equipos de Italia y Francia.
A escala internacional la inserción en los mercados como el chino y el estadounidense posicionaron a Bolivia en el mapa vitivinícola mundial.
Kohlberg integró a pequeños productores locales (70% de la uva utilizada provenía de comunidades aledañas) y generó empleo directo e indirecto para cientos de tarijeños. Además, su empresa apoyó al abastecimiento de vino para iglesias locales bajo supervisión franciscana.